# Gossan

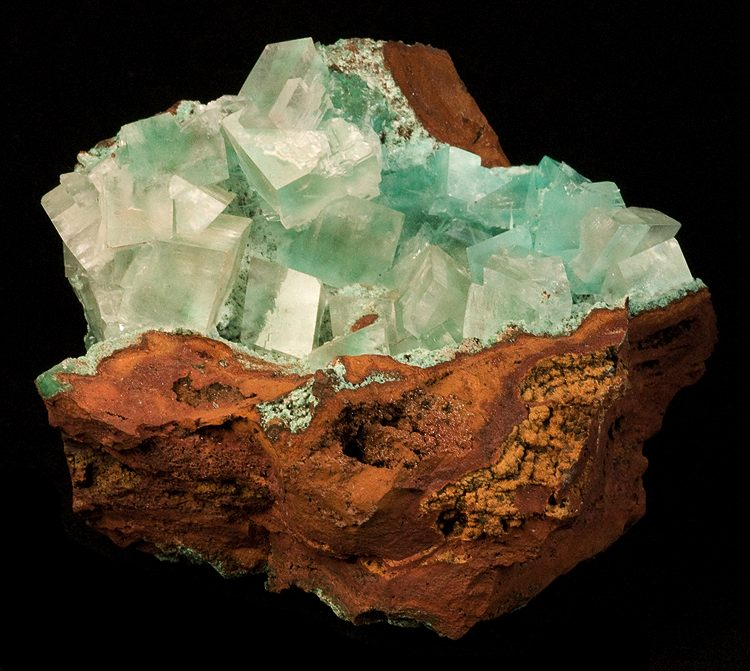
Úlomek gossanu s krystaly kalcitu (důl Ojuela, Mapimí, Durango, Mexico)

Gossan, někdy též Gosan (nebo i železný klobouk), je geologický termín, označující intenzivně zoxidovanou a zvětralou vrstvu hornin, nacházející se ve svrchních částech rudného ložiska, případně rudných žil.
V minerálním složení gossanu převládají sekundární minerály železa (jako oxidy železa, limonit, goethit, jarosit a pod.) a dále křemen, které představují zbytky po chemickém zvětrávání železných rud. Barva gossanu nabývá v důsledku výskytu těchto minerálů různých odstínů červené barvy.